# Didemnum albidum
Didemnum albidum är en sjöpungsart som först beskrevs av Addison Emery Verrill 1871.  Didemnum albidum ingår i släktet Didemnum och familjen Didemnidae. Enligt den svenska rödlistan är arten otillräckligt studerad i Sverige. Arten förekommer i Götaland. Artens livsmiljö är havet. Inga underarter finns listade i Catalogue of Life.